# Time Capsule (Apple)

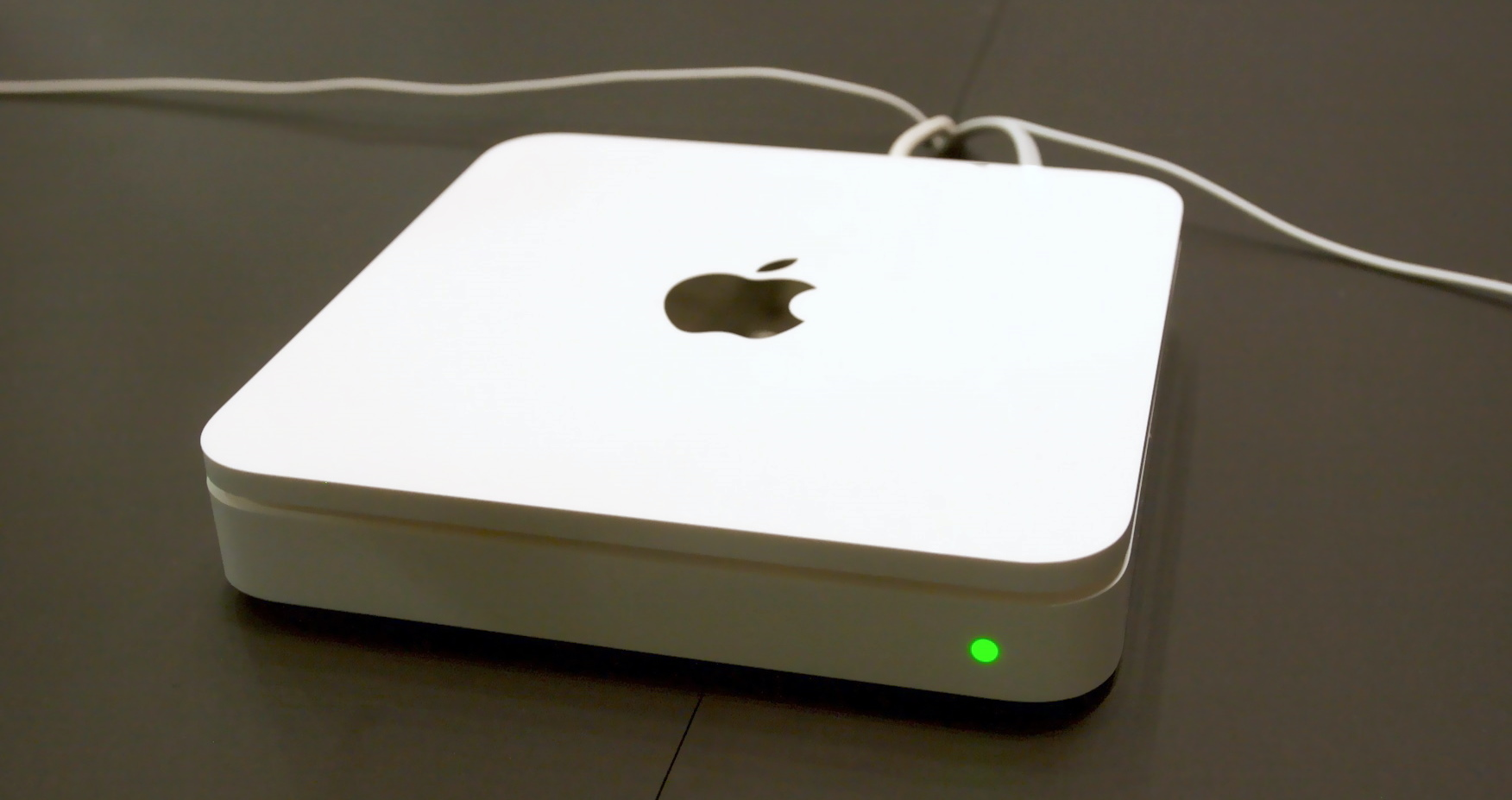
Apple Time Capsule

Time Capsule è un prodotto Apple Inc., presentato il 15 gennaio 2008 al MacWorld Expo di San Francisco.
Consiste nell'evoluzione di AirPort Extreme integrata alla funzione Time Machine presente nel sistema operativo Mac OS X Leopard, che, secondo Steve Jobs, non è molto pratica per i dispositivi portatili, quali MacBook e MacBook Pro in quanto necessitava di collegare un hard disk esterno ogni qual volta si volesse effettuare il backup.
Questo nuovo prodotto è presentato con due varianti di hard disk (e di prezzi) da 2 e 3 TB. Lo storage, a detta di Apple, è garantito da un hard disk di "livello server" in ambedue le configurazioni.
La porta USB può essere usata per aggiungere uno o più hard disk esterni o per collegare una o più stampanti da condividere in rete.

## Confronto con la Apple Airport Extreme Base Station
Si stima che Time Capsule sia una completa base Wi-Fi secondo lo standard 802.11ac e fornisca le medesime prestazioni di Airport Extreme Base Station, sfoggiando peraltro lo stesso insieme di porte sul dorso dell'apparecchio. Le modifiche del progetto Airport Extreme Base Station comprendono anche l'aggiunta dell'hard disk per il backup e lo storage con file di tipo NAS che saranno disponibili in rete tanto ai Mac quanto ai PC.

## Uso di Time Capsule come dispositivo di backup
Una delle principali caratteristiche dell'accessorio è l'attitudine ad eseguire il salvataggio wireless tanto del disco di sistema, quanto dei documenti, eludendo la necessità di collegare fisicamente (per lo più via USB o Firewire) un disco fisso esterno (hard disk).
Questa funzionalità richiede Mac OS X Leopard 10.5.2 o superiore, poiché è solo dopo questo importante aggiornamento che è stato ufficialmente supportato il backup senza fili. Il programma specifico utilizzato è Time Machine, che crea con frequenza oraria delle "immagini" dei file creati o modificati dopo l'ultima operazione di backup. Poiché si sta parlando di un'operazione senza fili, e nonostante il fatto che lo standard 802.11ac spinga la velocità teorica di rete a 500 Mb/s, la medesima causerà un impiego significativo di tempo nel backup iniziale di ciascun Mac a tale drive ed Apple anticipa che tale processo richiederà "una notte, forse di più". I salvataggi successivi saranno più rapidi, poiché avranno ad oggetto solo le modifiche, auspicabilmente assai più "leggere" (in termini di quantità di informazioni da trasferire). Da segnalare però, che anche il backup eseguito via LAN, pur essendo più rapido, impiega comunque svariate ore: si stimano circa 20 ore per un backup di 300 GB.
Questa caratteristica non è sempre garantita soprattutto per la prima serie prodotta dove Apple aveva richiamato alcuni modelli a causa di un guasto all'alimentazione.